# Mirococcopsis brevipilosa
Mirococcopsis brevipilosa är en insektsart som beskrevs av Matesova 1981. Mirococcopsis brevipilosa ingår i släktet Mirococcopsis och familjen ullsköldlöss. Inga underarter finns listade i Catalogue of Life.